# Boris Jukić
Boris Jukić, slovenski pisatelj in prevajalec, * 25. november 1947, Brestovica pri Komnu, Slovenija.

## Življenje in delo
Na Filozofski fakulteti v Ljubljani je diplomiral iz angleščine in slovenščine. 26. aprila 2002 je postal direktor Goriške knjižnice Franceta Bevka. 